# Det okända (film)
Det okända är en svensk skräckfilm från 2000 i regi av Michael Hjorth.

## Handling
Fem biologer åker ut i vildmarken för att undersöka en mystisk skogsbrand som ägt rum där. Efter bara några dagar börjar underliga saker att hända.

## Om filmen
Filmen är lågbudgetproducerad med skakig handkamera i stil med den amerikanska succén The Blair Witch Project. Manuset skrevs av Tomas Tivemark och Michael Hjorth. Filmen spelades in under en veckas intensivt arbete, till stor del i Tyresta Nationalpark. För att minimera kostnaderna för överföring från vanligt videoband till 35 mm biofilm användes en projektorduk som man projicerade bilden på, som i sin tur filmades av med en riktig filmkamera.  Filmen regisserades av Michael Hjorth.

## Musik
Bravo 6 - "You lose yourself"

## Rollista
- Jacob Ericksson - Jacob
- Marcus Palm - Marcus
- Ann-Sofie Rase - Ann-Sofie
- Ingar Sigvardsdotter - Ingar
- Tomas Tivemark - Tomas